# Havslöpare (insekt)
Havslöpare (Halobates) är ett släkte i familjen skräddare som förekommer i tropikerna. Dessa insekter har ett ovanligt levnadssätt på så sätt att de lever på havsytan. Fem av de något över 40 arterna i släktet är kända för att kunna hittas långt ut på öppet hav, flera hundra mil från land. De andra arterna lever nära kuster och bland mangrove. 

## Kännetecken
Havslöparnas mellersta och bakre benpar är mycket långa så att de kan utnyttja ytspänningen för att röra sig på vattenytan. Det främre benparet är kortare och mer robust och stödjer upp kroppen samt används för att gripa tag i föda och av hanar även för att gripa tag i honor vid parning. I storlek varierar arterna från 3,4 till 6,5 millimeter.

## Levnadssätt
Som andra halvvingar genomgår havslöpare ofullständig förvandling. Honorna av arter som lever ute på öppet hav fäster äggen vid olika flytande föremål, som till exempel en bit tång eller ett stycke drivved. Äggen är 0,8 till 1,3 millimeter långa, vilket i förhållande till honans kroppsstorlek gör dem påtagligt stora. En hona uppskattas kunna lägga mellan 10 och 40 ägg åt gången. Hur många ägg en hona sammanlagt lägger är osäkert. Ibland hittas mycket stora ansamlingar av ägg på ett och samma föremål, men troligen är det då flera honor som bidragit.
De arter av havslöpare som lever långt ute till havs livnär sig på det mesta som de råkar på som är ätbart, exempelvis döda bidevindseglare, maneter, kräftdjursplankton och fisklarver.
- Halobates hawaiiensis
- Halobates micans
- Halobates sericeus